# 다케다 미쓰코

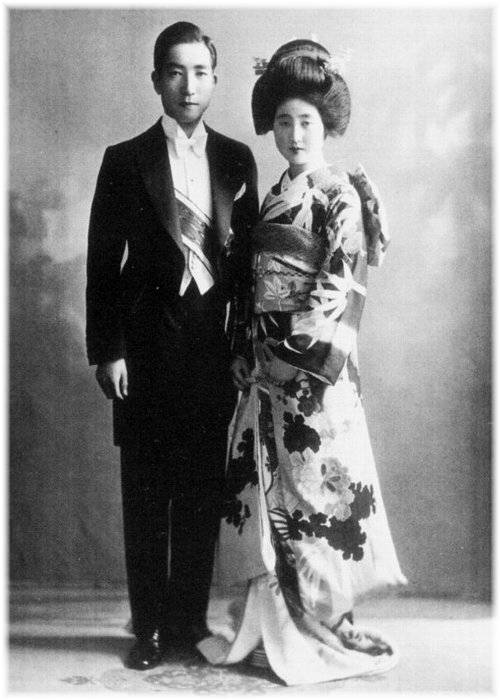
다케다노미야 부처

다케다 미쓰코(竹田 光子, 1915년 11월 6일 ~ 2013년 8월 11일)는 일본 제국의 구황족이다. 다케다노미야 쓰네요시 왕의 비이다. 산조 긴테루(三條公輝) 공작의 영애이다. 모친은 오기마치 사네마사 백작의 영애 시즈코(静子)이다. 혼전 이름은 산조 미쓰코(三条光子)이며 황적이탈 이전의 이름은 쓰네요시 왕비 미쓰코(恒徳王妃光子)였다.